# Crypturellus variegatus
Il tinamo variegato (Crypturellus variegatus (J.F.Gmelin, 1789)) è un uccello  della famiglia Tinamidae diffuso nella parte settentrionale del Sud America.

## Descrizione
Lunghezza: 28–31 cm.

Peso: 376 g circa (maschio), 354-423 g (femmina).

## Distribuzione e habitat
La specie è diffusa nel Brasile amazzonico, in Bolivia, Colombia, Ecuador, Perù, Venezuela, Suriname e Guyana.